# Stilligarry Cottage

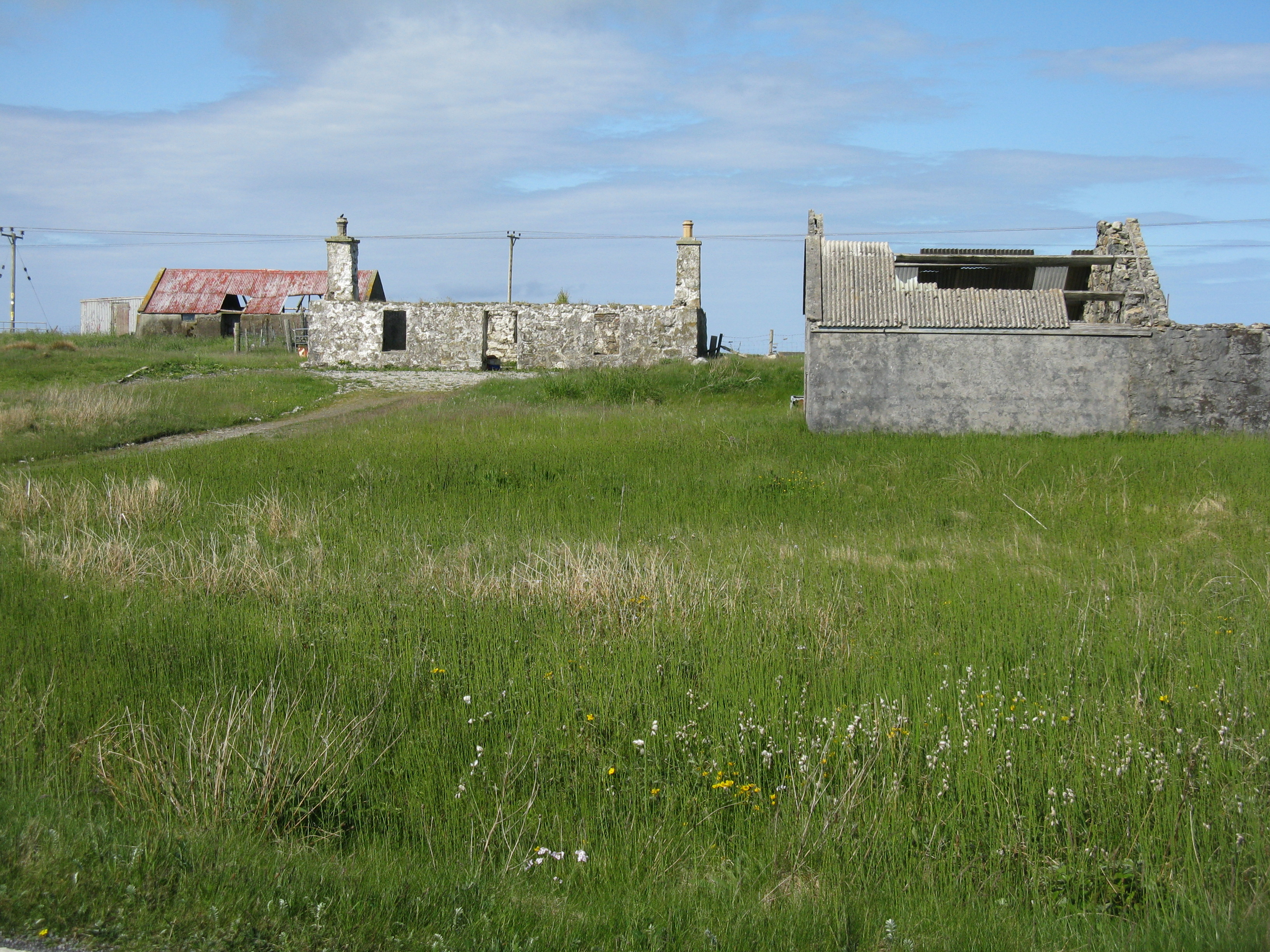
Stilligarry Cottage steht links der Bildmitte

Das Stilligarry Cottage ist ein Cottage auf der schottischen Hebrideninsel South Uist. 1980 wurde das Bauwerk in die schottischen Denkmallisten in der Kategorie B aufgenommen.

## Geschichte
Bis 1838 stand die Insel unter der Herrschaft des Clan Ranald. In diesem Jahr erwarb John Gordon of Cluny South Uist und vererbte die Insel innerhalb der Familie weiter. Zur Gewinnung von Weidefläche ließ dieser in den folgenden Jahrzehnten zahlreiche Inselbewohner vertreiben. Bei Cottages handelt es sich um typische Crofter-Behausungen, die auf den Hebriden und in den westlichen Highlands allgegenwärtig waren. Heute sind nur noch rund 200 historische Cottages erhalten, von denen 54 auf den Äußeren Hebriden zu finden sind.
Das Stilligarry Cottage wurde vermutlich im Laufe des 19. Jahrhunderts errichtet. Das spätestens seit den 1990er Jahren leerstehende Cottage wurde 1996 in das Register gefährdeter denkmalgeschützter Bauwerke in Schottland aufgenommen. Um diese Zeit hatte ein Restaurator mit der Restaurierung des Gebäudes begonnen, der Eigentümer ließ die Arbeiten jedoch abbrechen. Das zu dieser Zeit noch vorhandene Dach war bis 2010 verloren gegangen. 2015 wurde das Stilligarry Cottage als Ruine mit moderater Gefährdung eingestuft.

## Beschreibung
Das Stilligarry Cottage steht isoliert in der kleinen Streusiedlung Stilligarry abseits der A865, der Hauptstraße der Insel. Es handelt sich um ein kleines, eingeschossiges Cottage im Baustil der Insel Skye. Seine ostexponierte Hauptfassade ist drei Achsen weit. Zwei Fenster umgeben die zentrale Eingangstür. In die rückwärtige Fassade ist ein einzelnes Fenster eingelassen. Das Mauerwerk des Stilligarry Cottage besteht aus Feldstein. Es verfügte einst über ein mit strohgedecktes Walmdach, dessen Strandhafer-Eindeckung mit einem Drahtnetz und beschwerenden Steinen und Metallteilen fixiert war. Vor beiden Walmen erheben sich traufständige Kamine.